# Campylocentrum
Campylocentrum là một chi rare lan (họ Orchidaceae) native to the West Indies, Trung Mỹ và Nam Mỹ.

## Các loài
1. Campylocentrum aciculatum (Rchb.f. & Warm.) Cogn., Fl. Bras. 3(6): 516 (1906).
2. Campylocentrum acutilobum Cogn., Fl. Bras. 3(6): 510 (1906).
3. Campylocentrum amazonicum Cogn., Fl. Bras. 3(6): 521 (1906).
4. Campylocentrum apiculatum Schltr., Repert. Spec. Nov. Regni Veg. 27: 84 (1929).
5. Campylocentrum ariza-juliae Ames, Bot. Mus. Leafl. 6: 23 (1938).
6. Campylocentrum aromaticum Barb.Rodr., Contr. Jard. Bot. Rio de Janeiro 4: 103 (1907).
7. Campylocentrum asplundii Dodson, Orquideologia 19: 79 (1993).
8. Campylocentrum bonifaziae Dodson, Orquideologia 22: 191 (2003).
9. Campylocentrum brachycarpum Cogn., Fl. Bras. 3(6): 512 (1906).
10. Campylocentrum brenesii Schltr., Repert. Spec. Nov. Regni Veg. Beih. 19: 268 (1923).
11. Campylocentrum callistachyum Cogn., Fl. Bras. 3(6): 514 (1906).
12. Campylocentrum colombianum Schltr., Repert. Spec. Nov. Regni Veg. Beih. 7: 205 (1920).
13. Campylocentrum cornejoi Dodson, Orquideologia 22: 192 (2003).
14. Campylocentrum crassirhizum Hoehne, Arq. Bot. Estado São Paulo, n.s., f.m., 1: 44 (1939).
15. Campylocentrum densiflorum Cogn., Fl. Bras. 3(6): 511 (1906).
16. Campylocentrum ecuadorense Schltr., Repert. Spec. Nov. Regni Veg. Beih. 8: 171 (1921).
17. Campylocentrum embreei Dodson, Orquideologia 19: 81 (1993).
18. Campylocentrum fasciola (Lindl.) Cogn., Fl. Bras. 3(6): 520 (1906).
19. Campylocentrum gracile Cogn., Fl. Bras. 3(6): 513 (1906).
20. Campylocentrum grisebachii Cogn., Fl. Bras. 3(6): 522 (1906).
21. Campylocentrum hasslerianum Hoehne, Arq. Bot. Estado São Paulo, n.s., f.m., 1: 23 (1938).
22. Campylocentrum helorrhizum (Dod) Nir, Orchid. Antill.: 59 (2000).
23. Campylocentrum hirtellum Cogn., Fl. Bras. 3(6): 521 (1906).
24. Campylocentrum hirtzii Dodson, Icon. Pl. Trop., II, 5: t. 409 (1989).
25. Campylocentrum hondurense Ames, Schedul. Orchid. 5: 37 (1923).
26. Campylocentrum huebneri Mansf., Notizbl. Bot. Gart. Berlin-Dahlem 10: 382 (1928).
27. Campylocentrum huebnerioides D.E.Benn. & Christenson, Icon. Orchid. Peruv.: t. 408 (1998).
28. Campylocentrum iglesiasii Brade, Arq. Serv. Florest. 1(2): 2 (1941).
29. Campylocentrum intermedium (Rchb.f. & Warm.) Rolfe, Orchid Rev. 11: 245 (1903).
30. Campylocentrum latifolium Cogn., Fl. Bras. 3(6): 509 (1906).
31. Campylocentrum linearifolium Schltr. ex Mansf., Repert. Spec. Nov. Regni Veg. 24: 246 (1928).
32. Campylocentrum madisonii Dodson, Icon. Pl. Trop., II, 5: t. 410 (1989).
33. Campylocentrum micranthum (Lindl.) Rolfe, Orchid Rev. 9: 136 (1901).
34. Campylocentrum microphyllum Ames & Correll, Bot. Mus. Leafl. 10: 88 (1942).
35. Campylocentrum minus Fawc. & Rendle, J. Bot. 47: 127 (1909).
36. Campylocentrum minutum C.Schweinf., Amer. Orchid Soc. Bull. 17: 108 (1948).
37. Campylocentrum natalieae Carnevali & I.Ramírez, BioLlania, Ed. Espec. 6: 282 (1997).
38. Campylocentrum neglectum (Rchb.f. & Warm.) Cogn., Bull. Herb. Boissier, II, 1: 425 (1901).
39. Campylocentrum organense (Rchb.f.) Rolfe, Orchid Rev. 11: 245 (1903).
40. Campylocentrum ornithorrhynchum (Lindl.) Rolfe, Orchid Rev. 11: 246 (1903).
41. Campylocentrum pachyrrhizum (Rchb.f.) Rolfe, Orchid Rev. 11: 246 (1903).
42. Campylocentrum panamense Ames, Orchidaceae 7: 88 (1922).
43. Campylocentrum parahybunense (Barb.Rodr.) Rolfe, Orchid Rev. 11: 246 (1903).
44. Campylocentrum pauloense Hoehne & Schltr., Arch. Bot. São Paulo 1: 297 (1926).
45. Campylocentrum pernambucense Hoehne, Arq. Bot. Estado São Paulo, n.s., f.m., 1: 22 (1938).
46. Campylocentrum poeppigii (Rchb.f.) Rolfe, Orchid Rev. 11: 246 (1903).
47. Campylocentrum polystachyum Rolfe, Orchid Rev. 11: 245 (1903).
48. Campylocentrum pubirhachis Schltr., Anexos Mem. Inst. Butantan, Secç. Bot. 1(55): 67 (1922).
49. Campylocentrum pugioniforme (Klotzsch) Rolfe, Orchid Rev. 11: 245 (1903).
50. Campylocentrum puyense Dodson, Orquideologia 22: 195 (2003).
51. Campylocentrum pygmaeum Cogn. in I.Urban, Symb. Antill. 4: 183 (1903).
52. Campylocentrum rimbachii Schltr., Repert. Spec. Nov. Regni Veg. Beih. 8: 172 (1921).
53. Campylocentrum robustum Cogn., Fl. Bras. 3(6): 509 (1906).
54. Campylocentrum schiedei (Rchb.f.) Benth. ex Hemsl., Biol. Cent.-Amer., Bot. 3: 292 (1884).
55. Campylocentrum schneeanum Foldats, Bol. Soc. Venez. Ci. Nat. 22: 274 (1961).
56. Campylocentrum sellowii (Rchb.f.) Rolfe, Orchid Rev. 11: 246 (1903).
57. Campylocentrum spannagelii Hoehne, Arq. Bot. Estado São Paulo, n.s., f.m., 1: 22 (1938).
58. Campylocentrum steyermarkii Foldats, Acta Bot. Venez. 3: 316 (1968).
59. Campylocentrum tenellum Todzia, Ann. Missouri Bot. Gard. 72: 877 (1985).
60. Campylocentrum tenue (Lindl.) Rolfe, Orchid Rev. 11: 246 (1903).
61. Campylocentrum tyrridion Garay & Dunst., Venez. Orchids Ill. 2: 54 (1961).
62. Campylocentrum ulaei Cogn., Fl. Bras. 3(6): 514 (1906).
63. Campylocentrum wawrae (Rchb.f. ex Beck) Rolfe, Orchid Rev. 11: 246 (1903).
64. Campylocentrum zehntneri Schltr., Repert. Spec. Nov. Regni Veg. 21: 342 (1925).

 Tư liệu liên quan tới Campylocentrum tại Wikimedia Commons

## Hình ảnh

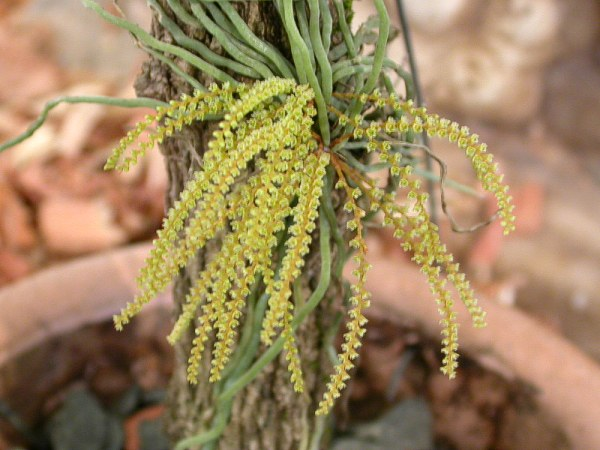
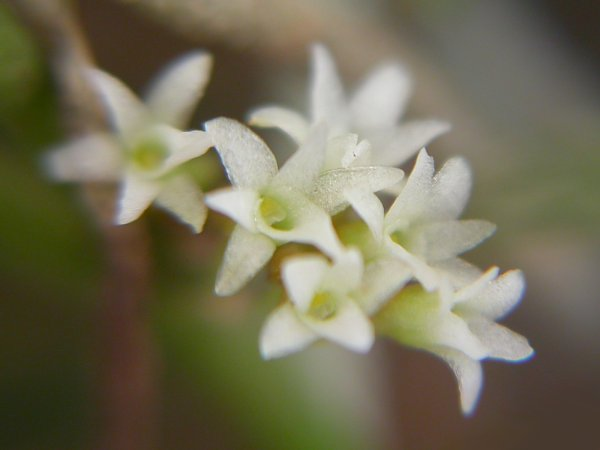